# Nancy Guguich
Nancy Guguich (Montevideo, 15 de diciembre de 1944-ib., 28 de noviembre de 2021) fue una maestra, actriz y compositora uruguaya conocida por ser una de las fundadora de la agrupación musical Canciones para no dormir la siesta. Fue docente especializada en educación preescolar, profesora de música y expresión corporal.

## Biografía
De ascendencia croata, creó junto a Horacio Buscaglia Canciones para no dormir la siesta, siendo responsable hasta su desaparición de la dirección artística y estilística del grupo. Fue docente especializada en educación por el arte. Dirigió desde 1990 su propia escuela, dictando cursos para niños, jóvenes, adultos y docentes.
Luego de la separación de Canciones para no dormir la Siesta continuó con su actividad musical, vinculada a la temática infantil, junto a algunos de sus compañeros. Realizó dos espectáculos con Gonzalo Moreira: «Sí, bailo» y «Bailaré descalzo», entre 1991 y 1994.
En 1995 comienza la actividad artística con su hijo, Martín Buscaglia, con quien crea el espectáculo «Canciones para usar». En ese mismo año, crea el grupo musical Cantacuentos, propuesta que ha compartido con Martín y Paolo Buscaglia, Gonzalo Brown, Martín Comas, Gustavo Montemurro, Herman Klang, Pablo Notaro, Urbano Moraes, Macarena González, Elena Prieto, Hernán Peyrou, Rodrigo Souza y Nacho Mateu. Cantacuentos recoge la herencia musical de Canciones para no Dormir la Siesta, interpretando sus canciones. Dicho proyecto musical se acompaña de un micro televisivo para la hora de dormir, emitido por la Televisión Nacional de Uruguay, recibiendo el Premio Tabaré en 2002.
Entre 1997 y 2002 realizó junto a Horacio y Martín Buscaglia, los espectáculos «¿Quién lo hizo?» y «Canciones para la luna verde».

## Discografía

### Con Canciones para no Dormir la Siesta
- Canciones para no dormir la siesta (Sondor, 1979)
- Canciones para no dormir la siesta II, Canciones para usar (1983)
- Los derechos del niño (VI y VII, Sondor)
- 10 años (1985)
- Había una vez (1986)
- CHTI (canciones, 1986)
- Antología (1989)

### Con Cantacuentos
- Cantacuentos (Ayuí Tacuabé, 1999)
- Cantacuentos 2 (Ayuí tacuabé 2001)
- Canta y cuenta canciones para no dormir la siesta (Montevideo Music Group, 2005)
- La vuelta manzana (Montevideo Music Group, 2007)
- Pura maravilla (Montevideo Music Group, 2009)
- Cantacuentos en su casa (Montevideo Music Group, 2011)